# دير العدس
دير العدس قرية سورية تتبع محافظة درعا سهل حوران وتقع إلى الشمال منها وأقرب قرى المحافظة إلى جبل الشيخ وقد كانت قرية دير العدس نقطة انطلاق مسيرة الثقافة العربية المتنقلة للعام 2010، وهذا نشاط تقوم به محافظة درعا في جميع تجمعاتها السكنية 

## الموقع

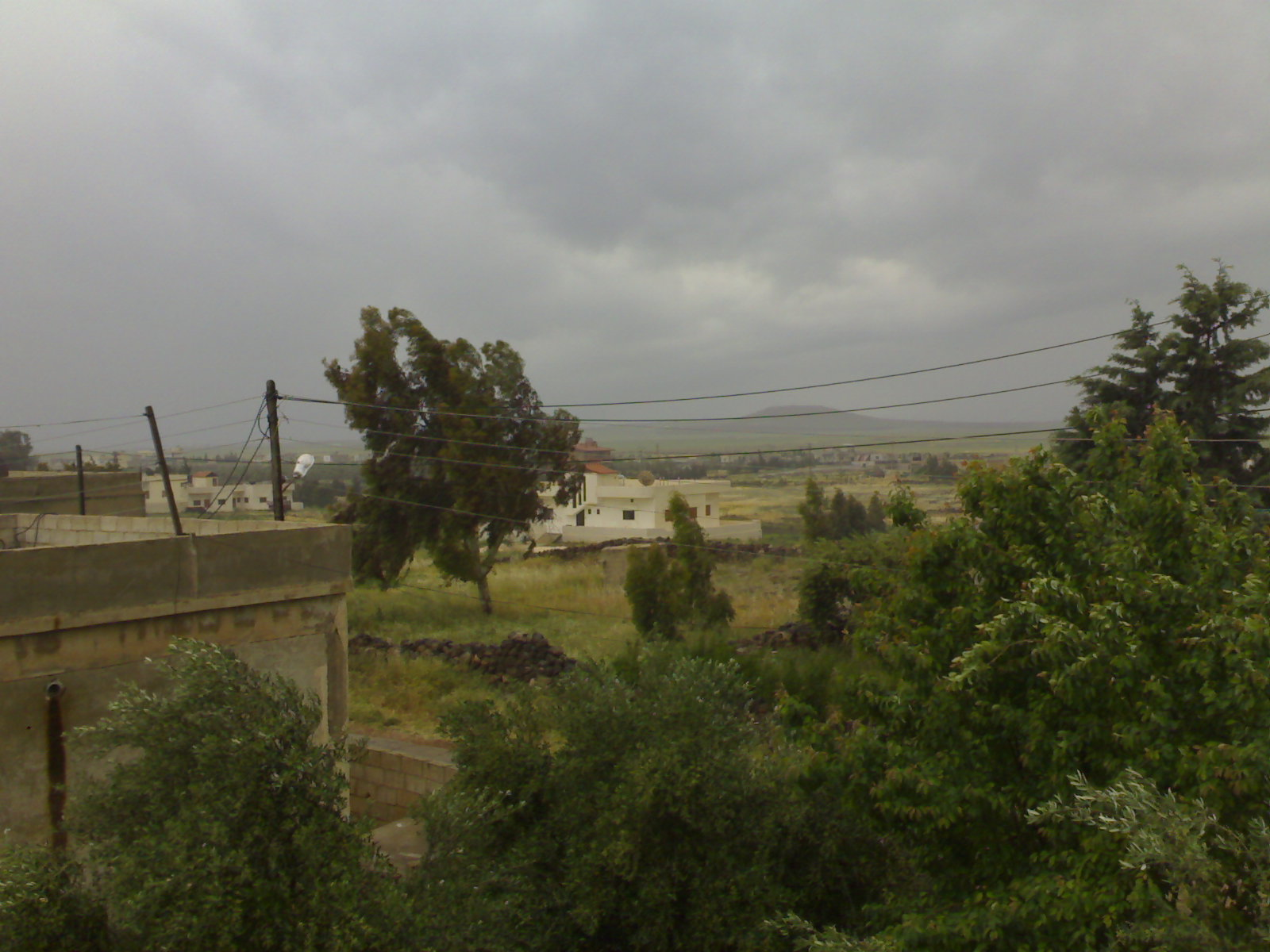

تتربع قرية دير العدس في القسم الشمالي من منطقة حوران، جنوب دمشق بحوالي 40 كم وشمال غرب مدينة درعا بحوالي 70 كم، وتعتبر أول قرية في سهل حوران من جهة جبل الشيخ وملاصقة لريف دمشق كناكر، يخترقها نهر موسمي قادم من مرتفعات جبل الشيخ يسمى نهر العرام، يجلب الخير والماء في الشتاء وهذا حال معظم المدن والمراكز الحضارية القديمة تقبع إلى جوار المصادر المائية، أرضها بركانية خصبة تصلح لكافة أنواع الزراعات، تحدها من الشمال كما ذكرنا بلدة كناكر التابعة لمحافظة ريف دمشق بالإضافة لبلدة أركيس ومن الغرب بلدة كفر ناسج والهبارية ومن الشرق بلدة غباغب ودير البخت ومن الجنوب شقيقتها كفر شمس.

### النشاط الاقتصادي
بدأ إنتاج الأعلاف لشركة ريماس العربية عام 2007 في منطقة دير العدس كونها الأقرب من قرى محافظة درعا إلى دمشق. طبعا تعتمد القرية على الزراعة أيضا. فهي تشتهر بزراعة الحبوب مثل القمح والحمص والعدس وتعتمد في الري على ينابيع المياه، كما يمر منها نهر العرام والذي له تفرعات عديدة على شكل أقنية منها قناة التيمروسة وقناة أبو قبلان وقناة المصري.

## السكان

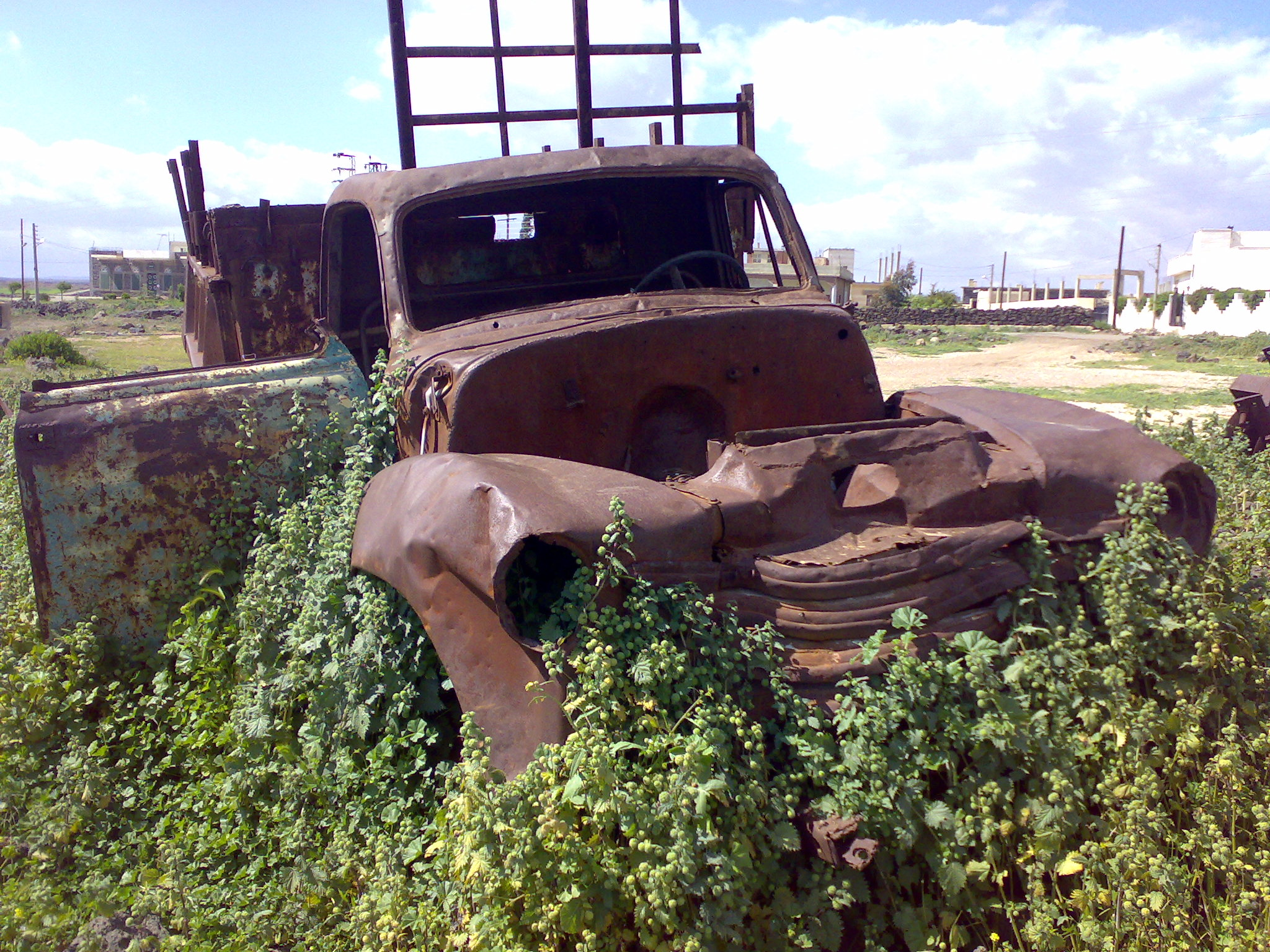
ألية قديمة خلفها العدوان الإسرائيلي في حرب 73

يصل عدد سكان دير العدس في الوقت الحاضر إلى 5,200 نسمة حسب إحصائية عام 2012 معظمهم يعمل في الزراعة والبعض من موظفي الدولة والبعض الآخر يعمل في الدول الخليجية ومنهم من يعمل في دول أوروبا.
وفي بداية عام 2015 بلغ عدد سكان القرية 0 نسمة وذلك بسبب التهجير القسري للسكان نتيجة الحرب الأهلية السورية.
وفي يوم الثلاثاء 24-7-2018 فتح الباب أمام أبناء قرية دير العدس للعودة إلى بيوتهم وإعادة أحياء القرية وذلك بعد انتصار الجيش السوري على قوات المعارضة وتحرير كامل محافظة درعا.

### أهم المحاصيل
القمح بأنواعه وخاصة القمح الحوراني
العدس - الحمص - كرسنه- جلبانه- سمسم- حلبة، وتزرع هذه المحاصيل في أراضي تسمى الحسانية - الذهباوية - الزياتية - محارب - المصيح- العكاش - أبو قبلان؛ وأكبر هذه المناطق هي منطقة (عين عفا) القريبة من بلدة كناكر.

### المناخ

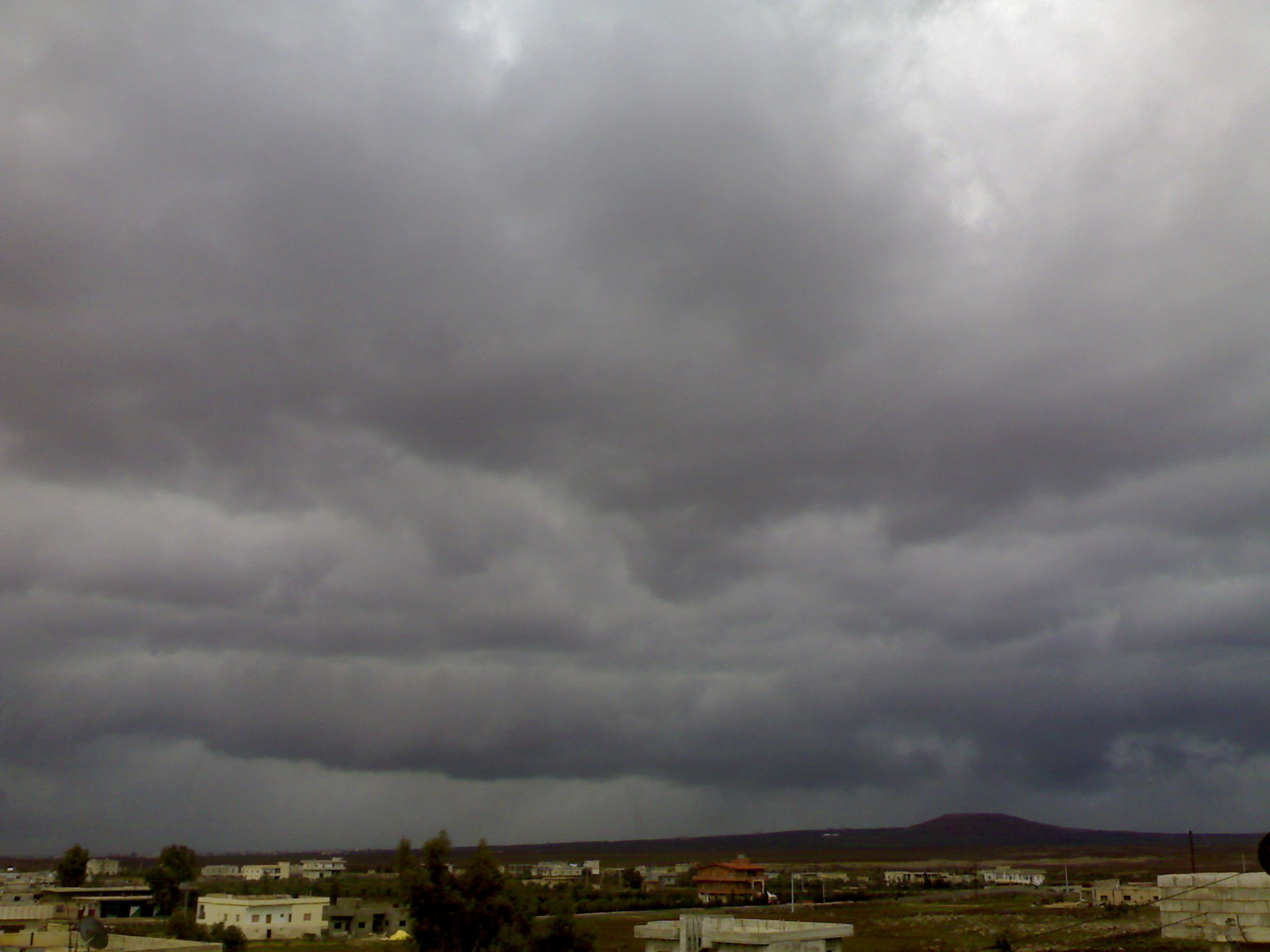

تقع القرية ضمن نطاق المناخ المتوسطي شبه الجاف وهو مناخ انتقالي بين النمـــــوذج المتوسطي الجبلي القاري والنموذج الجاف الصحراوي وضمن هذا النموذج يتميز مناخ القرية التي تتأثر بمرتفعات الجولان في الغرب وكتلة الحرمون في الشمــال الغربي مما يعطـــي القرية خصائص محلية تظهر في عناصر المناخ وهنا يجب أن لا ننسى أن الجهة الغربية التي هي مصدر الرطوبة بالنسبة لمنطقتنا ذات تضاريس أقل ارتفاعا في الجهتين الشمالية والشرقية مما يخفف من وطأت الجفـاف وقارية المناخ ويتراوح معدل الأمطار السنوـــي فيها ما بيــن 300-420 مم.

### الخدمات
تربط القرية بالمناطق المجاورة مجموعة من الطرق المعبدة، وتشهد القرية أعمال تعبيد سنوية للشوارع فيها ويبلغ طول الشوارع المعبدة فيها قرابة 22 كم، ومن المشاريع المنفذة في هذه القرية الجسر المقام على وادي «العرام» والذي يربط «دير العدس» بقرية «كفرناسج» وهناك جسر آخر يربط القرية بقرية «كفر شمس»، يوجد في القرية وحدة إرشادية ومستوصف صحي وجمعية فلاحية، ويقوم مجلس البلدية وبشكل منتظم بأعمال لخدمة المواطنين مثل رش المبيدات الحشرية، وأعمال جمع القمامة التي تجري بشكل يومي، وإنارة الشوارع ومنح التراخيص وتقديم التسهيلات.

### المكتشفات الأثرية
تشير الآثار المكتشفة في القرية إلى أن تاريخ القرية يرجع إلى أيام الكنعانيين والآراميين والأنباط والرومان في حقبة ما قبل الميلاد. ففي عام 1961 م كشفت مديرية الآثار النقاب عن هياكل حجرية دون عليها كتابات كنعانية وآرامية، وهذا ما يؤكده الدكتور «علي أبو عساف» حيث قال: «إن رسائل العمارنة تشير إلى أن ممالك المدن الكنعانية تمتد من إربد في الجنوب حتى دير العدس في الشمال».
وقد تم اكتشاف عدد من اللوحات الفسيفسائية القديمة تصور موضوعات مستوحاة من الحياة الاجتماعية والنشاط الريفي في الزراعة والصيد آنذاك، هذه اللوحات لا تزال محفوظة حتى الآن في قلعة بصرى، كما تم اكتشاف قطع من البلاط المزخرف قياس 10 سم *10 سم، ولا يزال في القرية الكثير من الأماكن الغامضة لم يتم الكشف عنها حتى يومنا هذا.
كما توجد خرب وأماكن أثرية قريبة جدا من القرية كانت جميعها قرى مأهولة، لكنها دمرت نتيجة الحروب التاريخية ومرور الزمن....كما توجد خرب وأماكن أثرية قريبة جدا من القرية كـــــ خربة عين عفا: التي ورد اسمها في ثبت تحوتمس الثالث - 1490- 1436 ق. م تحت اسم حاماتو أو حاماثو وتعود في تاريخها إلى الألف الثانية والأولى قبل الميلاد، إضافة إلى عهود عربية ومملوكية، ومن الخرب أيضا خربة بواريت، وخربة تيمروس، وخربة الحسانية، وخربة النبهانية وجميع هذه الخرب كانت قرى مأهولة لكنها دمرت نتيجة الحروب التاريخية ومرور الزمن

### التاريخ
قرية دير العدس من التجمعات الهامة لمملكة جيدارا (الجيدور) وكانت مخزنا هاما للحبوب عبر العصور ومن اهراءات روما الهامة للقمح لصناعة خبز بيزنطة الشهير الذي عرف في عصره بأنه أطيب أنواع الخبز على موائد إمبراطور بيزنطة المصنوع من قمح حوران القاسي تشتهر بزراعه القمح والحمص والعدس والطماطم. تحوي على آثار رومانية قديمة منها كنيسة ومعبد وثني وتم استخراج لوحة فسيفسائية أثرية يعود تاريخها إلى 2000 عام قبل الميلاد موضوعة حاليا بمتحف بصرى الأثري،[بحاجة لمصدر] لذلك تعتبر من القرى الأثرية الهامة في المحافظة.

### المأكولات الشعبية
- المنسف (المليحي) برغل مطبوخ ــ مرق اللبن ــ قطع اللحم ــ سمن عربي.
- الكباب برغل ناعم ــ قطع لحم صغيرة ــ جوزــ بصل تقلى أو تنضج على النار ــأو مع اللبن.
- الأقراص برغل ناعم ــ بصل ــ لحم إن وجد ــ تصنع بحجم اليد بشكل قلة وتشوى في الفرن.
- اللزاقي خبز مشروح ــ سمن عربي ـ جوز هند ــ سكر أو قطر ـــ جوز
- أذان الشايب /الشيشبرك/: عجينة ــ مرق لبن ــ بصل ولحم وجوز.
- الفطائر أرغفة خبز محشوة بالكشك والبندورة والبصل واللحم أحيانا وتنضج في الفرن.

### الأمثال الشعبية
- بيت السبع ما بيخلى من العظام
- الأكل على قد المحبة
- عند البطون غابت الذهون
- طعمي البدوي كباب كل يوم بدقلك على الباب
- البرغل مسامير الركب
- يلي بدو يصير جمّال بدو يعلي باب دارو
- الفرس من الفارس
- قلو يا فرعون شو فرعنك قلو ما لقيت حدا يردني
- دور على الرفيق قبل الطريق
- يلي بيتو من قزاز لا يضرب الناس بحجارو
- كل شاة معلقة من كرعوبها
- جاجة حفرت عراسها عفرت
- دق الحديد وهو حامي
- اضرب الصغير يخاف الكبير
- هين فلوسك ولا تهين نفوسك
- القرد بعين أمه غزال
- إذا ما كنت ذيب بتوكلك الذياب
- بسرق الولد من تحت أمه
- بحط للدب أذان
- ابن يومين ما بعيش ثلاثة
- ما دام جارك بخير أنت بخير
- الجار جار ولو رجمك بالحجار
- كوم حجار ولا هالجار
- وجع ساعة ولا وجع كل ساعة
- الضرس اللي بوجع راسك اشلعو
- الدفا عفا ولو بعز الصيف
- اسأل مجرب ولا تسأل حكيم
- دور لبنتك قبل ابنك
- بكل عرس الو قرص
- مداحات العروس عماتها وخالاتها وسبعة من جاراتها
- معجوق مثل أم العروس
- صام وافطر على بصلة
- لا تنام بين القبور ولا تشوف منامات وحشة
- خبي قرشك الأبيض ليومك الأسود
- مال بتجيبو الريح بتوخذو الزوابع
- كل طلعة وقبالها نزلة
- كل تأخيرة وفيا خيره
- أني وأخوي على ابن عمي وأني وابن عمي على الغريب
- ابن عمك شيال همك
- خذو البنات من صدور العمات
- يلي مالو حظ لا يتعب ولا يشقى
- المنحوس منحوس ولو علقو على راسو فانوس
- حظو بيفلق الصخر
- فلان مثل الثور الابرق
- شباط ما على قولو رباط
- مثل غيمة شباط
- آذار أيو سبع ثلجات اكبار
- خبي حطباتك الكبار لعمك آذار
- بنيسان ضب العدة والفدان
- أيار بفتح الورد حول الدار
- تموز طباخ العنب والكوز
- تموز بنشف المي في الكوز
- حزيران ضب رزقك بالتبان
- آب اللهاب
- أيلول ذيلو مبلول
- أيلول بدير الزيت بالزيتون
- عيناك بأول العنب وآخرالتين
- عرس المجانين بكوانين
- الجود من الماجود
- الضيف أسير المعزب
- أكل الرجال عالرجال دين
- طعمي الثم بتستحي العين
- الولد اللي مو من ظهرك كل ما جن أفرحوا
- الوحدة عبادة
- يلعن المراجل اللي بعدها كلمة دخيك
- طول عمرك يا زبيبه ب..... هالعودة

### الصناعات التقليدية
- الفجة: وهي عبارة عن نصف بساط، تصنع من الصوف المغزول والصبوغ يدويا، وبعد ذلك يحاك على النول، حاليا لم يعد أحد يصنعها.
- صواني القش: وهي تصنع من سيقان نبات القمح، حيث تستخدم كما هي أو تصبغ يدويا، ثم تنقع في الماء ثم تغزل يدويا. أيضا لم يعد أحد يصنعها.
- مكانس القش: تصنع من نبات الذرة الرزانية (المقاش) وما زالت تصنع حتى اليوم
- النسيج: تقوم بعض النساء وخاصة الكبار بنسج الأوشحة والكنزات الصوفية الدافئة.

### اللباس
يرتدي الرجل في قرية دير العدس الزي السائد في منطقة حوران والذي يتألف من القطع التالية
- لباس الرأس وهو العقال والكوفية (قظاظة)
- لباس الجسم وهو دامر والصدرية والقنباز (قلابية) والسروال

أما المرأة ترتدي الزي السائد في محافظة درعا ومنطقة حوران مع بعض الاختلاف القليل من بلدة لأخرى ويتألف لباسها من:
- لباس الرأس وهو الحطة وتلبس العرجة فوقه في المناسبات.
- الشنبر ويغطي الرأس والصدر وتوضع الحطة فوقه.
- الشرش وهو الثوب الذي يغطي كامل الجسم.

### العادات والتقاليد
الزواج إن الخطوة الأولى التي تسبق الزواج هي الخطبة ولا بد من التقديم للخطبة. فإن كان ثمة قبول وتم الرضا والاتفاق ما بين الطرفين بعد جدال وأخذ ورد يأتي أهل الخاطب إلى دار أهل المخطوبة ويدعون الأقارب والأصدقاء ويشكلون ما يدعى بالجاهة، والتعابير المتعارف عليها في الخطبة هي أن يقول أكبر شخص في الجاهة لوالد المخطوبة «نحن دايسين بساطك ونطلب قربك ونسبك ونريد بنتك أو كريمتك......لأبنا...... على سنة الله ورسوله». فيجيب أبو المخطوبة «أشربوا قهوتكم تراها أجتكم هدية ما عندنا أخير منكم واللي جيتوا منشانه بتعودو بيه»، وبعد أن تقرأ الفاتحة وتبادل الطرفين للمباركة يتم الاتفاق على المهر (السياق) وغالباً ما يكون حسب المثل (زي الناس ولا باس)، وقبل الزواج بأيام قليلة يحمل أهل العروس ما يسمى بالجهاز (لباس العروس الذي اشترته من المهر من أجل العرس) إلى منزل العريس بفرحة وبهجة وتنطلق الزغاريد.
ليلة الحنة وهي الليلة التي تسبق ليلة الزفاف فعند أهل العريس يتم تجهيز ساحة لتكون موقع الحفل الذي سيقام في الليل ويتم إنارة المكان ووضع الإذاعة فيه وبعد صلاة العشاء يجتمع الأهل والأصدقاء والمدعوين وتبدأ الدبكة عل صوت المجوز والمطرب الذي يغني الأغاني التراثية والشعبية ويستمر الحفل لساعتين أو ثلاثة والبعض بل الكثير بفضل الله تركوا هذه العادات (المجوز والأغاني) وأصبحوا يحيوا هذه الليالي بالأناشيد الدينية والموشحات ووفي نهاية التعليلة كما تسمى يقوم أصدقاء العريس بحنة العريس في بيت مضيفه وهناك تجرى حفلة مصغرة وبعدها يتم تناول الطعام، أما العروس فتكون في بيت مضيفتها أوبيت أهلها وتقام أيضاً حفلة تقوم امرأة متخصصة بالحناء إلى العروس وتقوم بقش الحناء على اليدين والقدمين ويتم ذلك وسط الزغاريد والأغاني وأهم الأغاني ليلة الحناء للعروس.
- حنيت أيدي ولا حنيت أصابيعي يا ما حـلا النـومة بحضين المرابيعي
- يا الأهـل يا الأهـل يا ما أحلا ليـاليـكم يا ما أحلا الـنـومة بفيه علا ليكم
- يا الأهـل يا الأهـل ما يصفى لكم خاطر وشو عماكم عن ابن الـعـم هالـشـاطر
- يا الأهـل يا الأهـل لا يبرى لكـم ذمـة وشـو عماكـم عن ابـن الخـال والـعـمـة

في اليوم التالي صباحاً يغتسل العريس في بيت مضيفه ويزف إلى الجامع لحضور صلاة يوم الجمعة وبعد الصلاة يزف مرة آخرى ويطاف به ويرش بالأرز والشكولاته والملبس ثم يأخذ إلى ساحة العرس حيث يكون الجميع بانتظاره وبعدها يقام المولد أو الدبكة ويتناول الجميع طعام الغداء ثم يذهب العريس لمنزل أحد أصدقائه ليرتاح حتى المساء وفي هذه الأثناء تزف العروس من بيت أهلها أو بيت مضيفتها إلى بيت عريسها بعدما تكون لبست بدله العرس الخاصة وتجلس على منصة مرتفعة (الصمدة) وهي بأبهى حلة وأحلى زينة تستعرض الأهل والصديقات، وعند المساء تجرى ما تسمى النقطة حيث يبدأ الأقارب والأصدفاء بدفع النقوط (مبلغ مالي) يصيح منادي قائلاً العبارة التقليدية «خلف الله عليك يا...... أنت وقرايبك والنبي اللهم صلي عليه» وعند الانتهاء من ذلك يزف العريس إلى بيته حيث تكون العروس بانتظاره مع الأقارب وعند الوصول يقوم الشباب بعمل حلقة دبكة صغيرة وتتم بعدها المباركة للعريس.
الولادة كانت الولادة كلها في الماضي تعتمد على الداية (القابلة) أما اليوم فإننا نلاحظ دخول الطبيبة النسائية على الخط والمعاينة والكشف الدوري أما عملية التوليد فما زالت الداية تقوم بأكثرها وعندما تلد المرأة تطلق قريباتها من الحاضرات الأغاني والمهاهاة تبشر بالمولود بأنه حي وله خلقة سليمة مثل الناس سواء كان المولود ذكر أم أنثى وهنا يبادر والد هذا الطفل إلى الآذان في أذن طفله الجديد كما ويذهب لشراء الحلاوة الطحينية ويوزعها على الحاضرات كما ويوزعها على الأقارب والجيران ويعقد ما يسمى مجلس الولادة حيث تأتي النسوة من الأقارب والجارات للتهنئة بالمولود الجديد ومعضمهن يحملن الهدايا أو مايسمى النقوط لكل من الأم وطفلها وتدور في هذه المجالس مايشبه المؤتمرات النسائية حيث يكون حديثهن مزيج من حوادث الزواج والطلاق والوفاء والحب وغير ذلك مما يخطر بالبال ومن المهاهاة التي تقال عند قدوم المولود.
- أو ويهـا جـابت وقامـت أو ويهـا ع فراشهـا ما نامــت
- أو ويهـا الك الحـمـد يارب أو ويهـا ومـا تشـمت فيهـا شامـت
- لولولوليــــــــش.

وأن كان المولود ذكــر
- يـا بلبــل ع الـشـجـر عيش وأكــبر يا ذكــر
- ويـا عطـيـة ربـنـا ويـا منـال الـلي صبـر
- لولولوليــــــــش.

وأن كانت المولودة بنت
- يـابـنـتي يـا حلـوه والـذهـب بلالي
- الحـلق يليـق لك والهـدايـا بتـسـتـاهـلي
- لولولوليــــــــش.

الطهور(الختان)الطهور عادة قديمة وجدت عند المصريين القدماء لرد الشر والشيطان وإبعاد الأذى عن الطفل لهذا كانوا يقيمون المواسم والاحتفالات وجاء الإسلام وعدها شرط من شروط الطهارة والطهر والطهارة لغة ضد النجاسة أما طهر الصبي أي ختن الصبي واليوم أثبت العلم ضرورة الطهور (الختان) لما فيه من النظافة والوقاية من الأمراض الكثيرة وطقوس الطهور كانت تقام الأفراح لمدة ثلاث أيام أو تتعداها إلى أسبوع حيث تقام الدبكات ويعلو الغناء وتوزع الأطعمة والحلويات هذا ويرتدي الولد المطهر أجمل الثياب المطرزة والمزركشة والمزينة بالدناديش وخلال قيام المطهر بعملية الطهور التي تستمر حوالي النصف ساعة تعلو الأغاني من مثل
- يا مطهر الصبيان أيدي وأيدك لا توجع محمد نقطع أيدك
- يا مطهر الصبيان بالله عليك لا توجع محمد ندعي عليك

الأتراح عندما تقع وفاة في القرية يتم الإعلان عن الوفاة عبر مكبرات الصوت في المساجد حيث يتم تلاوة آيات من الذكر الحكيم وبعده يتم إذاعة اسم المتوفى ووقت الدفن، بعد ذلك يتم نقل المتوفى إلى مسجد من مساجد القرية حيث يصلى عليه وبعدها يتم التوجه إلى المقبرة الموجودة في الجهة الشرقية من القرية، حيث يتم حمل الدجنازة على الأكتاف ويسير المعزون خلفها ثم تتمة عملية الدفن
بعد أن تتم عملية الدفن يقف أهل المتوفى وأقاربه لتقبل التعازي من العادات في القرية يتم نصب خيم العزاء لمدة ثلاثة أيام لتقبل التعازي بوفاة فقيدهم.